# 다마쓰정
다마쓰정(玉津町)은 오이타현 니시쿠니사키군에 있던 정이다. 현재의 분고타카다시에 해당한다.